# Fabio D'Elia
Fabio D'Elia (Grabs, 19 gennaio 1983) è un ex calciatore italiano con cittadinanza svizzera naturalizzato liechtensteinese, difensore.

## Carriera

### Club
Inizia la sua carriera da professionista nel 2001 nel Chur 97, dopo aver trascorso nove anni nelle giovanili dello Schaan. Nel 2003 passa al Vaduz, squadra del Liechtenstein, in cui colleziona 49 presenze e 6 gol. Nel 2006 si trasferisce all'Eschen Mauren.

### Nazionale
Il debutto ufficiale nella Nazionale di calcio del Liechtenstein arriva il 25 aprile 2001, nella partita di qualificazione per il Mondiale 2002, persa dal Liechtenstein 2-0 contro l'Austria.
Con 50 presenze si trova al decimo posto nella classifica di tutti i tempi delle presenze della nazionale del Liechtenstein.

## Palmarès

### Club

#### Competizioni nazionali
- Coppa del Liechtenstein: 3

Vaduz: 2003-2004, 2004-2005, 2005-2006